# Evindissi (Bikok)
Pour les articles homonymes, voir Evindissi.
Evindissi est un village de la région du Centre au Cameroun, localisé dans l'arrondissement (commune) de Bikok et le département de la Mefou-et-Akono.

## Population
En 1965, Evindissi comptait 1005 habitants, principalement des Etenga.
Lors du recensement de 2005, ce nombre s'élevait à 23.